# To Save a Life
To Save a Life (Brasil: Para salvar uma vida ) é um filme da indústria cinematográfica cristã lançado em 2010 dirigido por Brian Baugh. O filme foi lançado nos cinemas dos Estados Unidos em 22 de janeiro de 2010, e foi escrito por Jim Britts.
To Save a Life foi produzido com um orçamento de cerca de US$ 500 mil, mas quase dobrou na sua estreia. O filme foi lançado em 441 cinemas em 22 de janeiro de 2010, e arrecadou 3 823 025 dólares no mercado interno. Foi recebido com críticas geralmente desfavoráveis por parte dos críticos de cinema.
O filme, apesar de ser religioso, tem a classificação PG-13 da Motion Picture Association of America por ter cenas com "elementos temáticos adultos como o suicídio, bebidas alcoólicas, drogas e sexualidade na adolescência".

## Enredo
O filme conta a história de Jake Taylor, um jovem que tem tudo: fama, uma bolsa de estudos pelo time de basquete, a namorada que era a garota mais desejada do colégio.
Por outro lado, Roger Dawson não tinha nada. Não tinha amigos nem esperança. Roger sempre era humilhado e deixado de lado. O que poderia ser pior.
Jake e Roger eram melhores amigos quando crianças, mas a popularidade de Jake os afastou, uma vez que Roger não era tão despojado quanto Jake.
Roger não mais se adequava ao estilo de vida de Jake ou de qualquer outro grupo de pessoas. Isto foi o fim do mundo para Roger, o que o fez levar uma arma para a escola, escondida em sua mochila. Magoado com seu estilo de vida, ele tomou uma trágica decisão: tirar a sua própria vida.
Jake, desesperado, não consegue impedir Roger e isto o faz sentir-se culpado, abalado em seu "mundo perfeito".Jake encontra Chris um catequista que o ajuda a compreender o papel de Deus na vida das pessoas.Algo então faz com que Jake veja o mundo de outra forma e o faz questionar o seu modo de viver. Jake não parava de se perguntar: "Será que eu poderia ter salvo Roger?".
Buscando uma resposta para esta pergunta, Jake se depara com um outro jovem desamparado e sozinho em seu caminho. Jake então se aproxima deste jovem, mas teme que isto possa lhe custar seus amigos, sua namorada, seus sonhos e sua reputação.
Jake chega a conclusão de que vale a pena pagar este preço para ter a resposta para a pergunta mais importante: "O que eu realmente quero da minha vida?".

## Elenco
- Randy Wayne como Jake Taylor
- Deja Kreutzberg como Amy Briggs
- Joshua Weigel como Pr. Chris Vaughn
- Sean Michael como Jonny Garcia
- Robert Bailey Jr. como Roger Dawson
- Steven Crowder como Doug Moore
- D. David Morin como Pr. Mark Rivers
- Kim Hidalgo como Andrea Stevens
- Bubba Lewis como Danny Rivers

## Recepção
To Save a Life teve uma recepção mista para negativa por parte da crítica especializada. No Rotten Tomatoes possui uma classificação de 35%. Com base em 8 avaliações profissionais, alcançou uma pontuação de 19/100 no Metacritic. Em avaliações negativas, da Variety, Andrew Barker: "Assim como as representações da sexualidade humana no filme são muitas vezes desagradavelmente torcidas pela grotesca indústria da pornografia, assim também são as representações do filme da conversão religiosa homogeneizada pela indústria de entretenimento baseado na fé."
Do NPR, Ian Buckwalter: "Milhas à frente em termos de valores de produção e uma evasão consciente de proselitismo evidente. Ele provavelmente vai ser um enorme sucesso com as comunidades evangélicas em que ele está alvejados. Isso não vai salvá-lo de ser um fracasso total fora desse contexto estreito."
Village Voice, Melissa Anderson: "To Save a Life quer resgatar crianças das mensagens satânicas de "Gossip Girl" -, um objetivo suficiente sequer digno de bondade, mas deve alternativas para esvaziar a adolescência materialista exigindo batismo no Pacífico?"
O Jornal New York Times, Andy Webster: "O filme seria um mero incômodo se não fosse por sua vergonhosa exploração de tiroteios em escolas para avançar sua agenda."
Austin Chronicle, Marjorie Baumgarten: "Bem-intencionado, mas fez inépta a mensagem do filme."
Citando uma nota positiva, do Los Angeles Times, Gary Goldstein disse: "Consegue ser atraente, comovente e inspirador de maneiras que são suaves e bastante reais. Este filme inteligentemente calibrado também retira algo raro, apresentando compromisso religioso como algo que não é apenas potencialmente cura e edificação, mas também uma espécie de arrefecer.